# Joegoslavië op de Olympische Winterspelen 1956
Tijdens de Olympische Winterspelen van 1956, die in Cortina d'Ampezzo (Italië) werden gehouden, nam Joegoslavië voor de zesde keer deel.

## Deelnemers en resultaten

### Alpineskiën
| Olympiër       | Discipline       | Resultaat | Prestatie                      |
| -------------- | ---------------- | --------- | ------------------------------ |
| Franc Cvenkelj | afdaling (m)     | 22e       | 3.28,5 (+36,3)                 |
| Franc Cvenkelj | reuzenslalom (m) | 40e       | 3.33,7 (+33,6)                 |
| Franc Cvenkelj | slalom (m)       | 42e       | 4.26,9 (+1.12,2) 1.58,3+2.28,6 |
| Ludvig Dornig  | afdaling (m)     | 29e       | 3.41,1 (+48,9)                 |
| Ludvig Dornig  | reuzenslalom (m) | 47e       | 3.42,4 (+42,3)                 |
| Ludvig Dornig  | slalom (m)       | 28e       | 4.02,7 (+48,0) 1.49,3+2.13,4   |
| Jože Ilija     | afdaling (m)     | dq        | diskwalificatie                |
| Jože Ilija     | reuzenslalom (m) | 51e       | 3.44,8 (+44,7)                 |
| Jože Ilija     | slalom (m)       | 43e       | 4.39,8 (+1.25,1) 2.17,5+2.22,3 |
|                |                  |           |                                |
| Slava Zupančič | afdaling (v)     | 28e       | 1.54,5 (+13,8)                 |
| Slava Zupančič | reuzenslalom (v) | 32e       | 2.07,9 (+11,4)                 |
| Slava Zupančič | slalom (v)       | 32e       | 2.43,5 (+51,2) 1.35,0+1.08,5   |

### Langlaufen
| Olympiër                                                 | Discipline            | Resultaat | Prestatie                                        |
| -------------------------------------------------------- | --------------------- | --------- | ------------------------------------------------ |
| Zdravko Hlebanja                                         | 15 km (m)             | 43e       | 56.32 (+6.53)                                    |
| Zdravko Hlebanja                                         | 30 km (m)             | 42e       | 2:01.47 (+17.41)                                 |
| Matevž Kordež                                            | 15 km (m)             | 49e       | 57.09 (+7.30)                                    |
| Matevž Kordež                                            | 30 km (m)             | 32e       | 1:57.48 (+13.42)                                 |
| Cveto Pavčič                                             | 15 km (m)             | 47e       | 56.55 (+7.16)                                    |
| Janez Pavčič                                             | 15 km (m)             | 45e       | 54.41 (+5.02)                                    |
| Janez Pavčič                                             | 30 km (m)             | dq        | diskwalificatie                                  |
| Štefan Robač                                             | 30 km (m)             | 45e       | 2:03.55 (+19.49)                                 |
| Štefan Robač                                             | 50 km (m)             | dq        | diskwalificatie                                  |
| Zdravko Hlebanja Cveto Pavčič Matevž Kordež Janez Pavčič | 4x10 km estafette (m) | 13e       | 2:33.45 (+18.15) (38.10 / 39.03 / 38.27 / 38.05) |
|                                                          |                       |           |                                                  |
| Amalija Belaj                                            | 10 km (v)             | 32e       | 45.32 (+7.21)                                    |
| Mara Rekar                                               | 10 km (v)             | 33e       | 45.36 (+7.25)                                    |
| Nada Birko                                               | 10 km (v)             | 35e       | 46.03 (+7.52)                                    |
| Biserka Vodenlič                                         | 10 km (v)             | 36e       | 46.28 (+8.17)                                    |
| Amalija Belaj Biserka Vodenlič Nada Birko                | 3x5 km estafette (v)  | 9e        | 1:18.54 (+9.53) (26.38 / 26.39 / 25.37)          |

### Schansspringen
| Olympiër      | Discipline | Resultaat | Prestatie                  |
| ------------- | ---------- | --------- | -------------------------- |
| Jože Zidar    | mannen     | 22e       | 194,0 punten (75,0+74,0 m) |
| Albin Rogelj  | mannen     | 23e       | 192,5 punten (71,0+74,5 m) |
| Janez Polda   | mannen     | 24e       | 191,5 punten (74,5+74,0 m) |
| Janez Gorišek | mannen     | 50e       | 162,0 punten (63,5+63,5 m) |

Australië · België · Bolivia · Bulgarije · Canada · Chili · Duits eenheidsteam · Finland · Frankrijk · Griekenland · Groot-Brittannië · Hongarije · IJsland · Iran · Italië · Japan · Joegoslavië · Libanon · Liechtenstein · Nederland · Noorwegen · Oostenrijk · Polen · Roemenië ·  Sovjet-Unie · Spanje · Tsjecho-Slowakije · Turkije · Verenigde Staten · Zuid-Korea · Zweden · Zwitserland